# Alfa Castaldi
Alfa Castaldi, pseudonimo di Alfonso Castaldi (Milano, 19 dicembre 1926 – Milano, 17 dicembre 1995), è stato un fotografo italiano.

## Biografia
Dopo aver frequentato in modo disordinato e discontinuo i corsi universitari di Architettura e Lettere e Filosofia a Firenze, dove fu allievo del critico d'arte Roberto Longhi, tornò a Milano per dedicarsi totalmente alla fotografia.
Frequentò dal 1954 il mitico Bar Giamaica, ritrovo di artisti nel quartiere di Brera, da dove transitarono i maggiori esponenti dell'arte contemporanea italiana, e dove conobbe Ugo Mulas, Mario Dondero e Carlo Bavagnoli con cui stabilì uno stretto legame anche professionale. Iniziò a collaborare con giornali e riviste come L'Illustrazione Italiana e Settimo Giorno, documentando la rinascita della vita culturale italiana, le nuove forme di espressione pittorica, gli scrittori, il giornalismo. Fino al 1959 si occupò di reportages sui personaggi della cultura e del cinema; compì viaggi nel Sud Italia, fotografò la colonizzazione francese in Algeria e le manifestazioni antinucleari a Londra, l'architettura a Parigi e nel nord della Francia. Saltuariamente pubblicò anche su altre riviste come Le Ore e Oggi.
Nel 1958, avvenne l'incontro fondamentale della sua vita: quello con Anna Piaggi, giornalista di moda destinata a diventare una delle creatrici del mito del "made in Italy". Fu lei, che già collaborava con diverse riviste, tra cui Arianna e Vogue Italia, a introdurre Castaldi nel mondo della moda. Tra loro si creò un forte sodalizio che durerà fino alla morte di Castaldi. Nel 1962 si sposarono a New York.
All'inizio i due, ancora legati all'ambiente del Giamaica, si dedicarono alla fotografia artistica, al ritratto e a numerose sperimentazioni, ma, negli anni successivi, Castaldi diventò il più importante fotografo di moda italiano.
Grazie alla sua formazione artistica inventò un'immagine del tutto nuova per i servizi di moda, come in quello realizzato nel 1968 per Arianna, con gli abiti di alta moda di Ken Scott, Krizia, Walter Albini, Jean Baptiste Caumont che apparivano sullo sfondo dei principali monumenti di Praga, fino ad allora mai presa in considerazione per le ambientazioni di moda (come del resto tutta l'Europa dell'Est).
Alla fine degli anni '60 aprì un primo studio fotografico a Milano.
Nel 1969 Castaldi diventò un collaboratore fisso del gruppo editoriale Condé Nast e realizzò servizi di moda per Vogue Italia (L'Uomo Vogue, Vogue Bambini e Vogue Sposa), ma non abbandonò la sua vocazione costante alla ricerca fotografica.  Lavorò anche nel settore emergente della pubblicità, mentre le sue immagini di attualità continuarono a comparire su numerose riviste.
Anche la sperimentazione si tradusse nei collage e svariate opere in tecnica mista, con accostamento delle fotografie a oggetti e tessuti provenienti dal mondo dell'alta moda. Nei primi anni Settanta, Castaldi realizzò una ricerca sulle origini etnografiche dell'abbigliamento maschile, attraverso una serie di fotografie che verranno pubblicate a più riprese su Vogue Uomo.
Negli ultimi anni, Castaldi si dedicò molto all'insegnamento, organizzando numerosi corsi di fotografia, frequentati anche da coloro che diventeranno poi importanti esponenti della generazione successiva.
Morì a Milano nel 1995 e l'anno seguente l'AFIP gli assegnò un premio per la fotografia di ricerca.
Castaldi non ha mai curato la conservazione delle sue fotografie e dei negativi per cui l'archivio oggi esistente, frutto del lavoro di raccolta degli eredi, conserva solo una piccola parte del suo lavoro: buona parte delle sue immagini non pubblicate sono andate irrimediabilmente perdute.

## Pubblicazioni
- I mass-moda, con testo di Adriana Mulassano, ed. G. Spinelli & C., Firenze 1979
- L'Italia della Moda, con testo di Silvia Giacomoni, Mazzotta Editore, Milano 1984